# Adrian Bradshaw

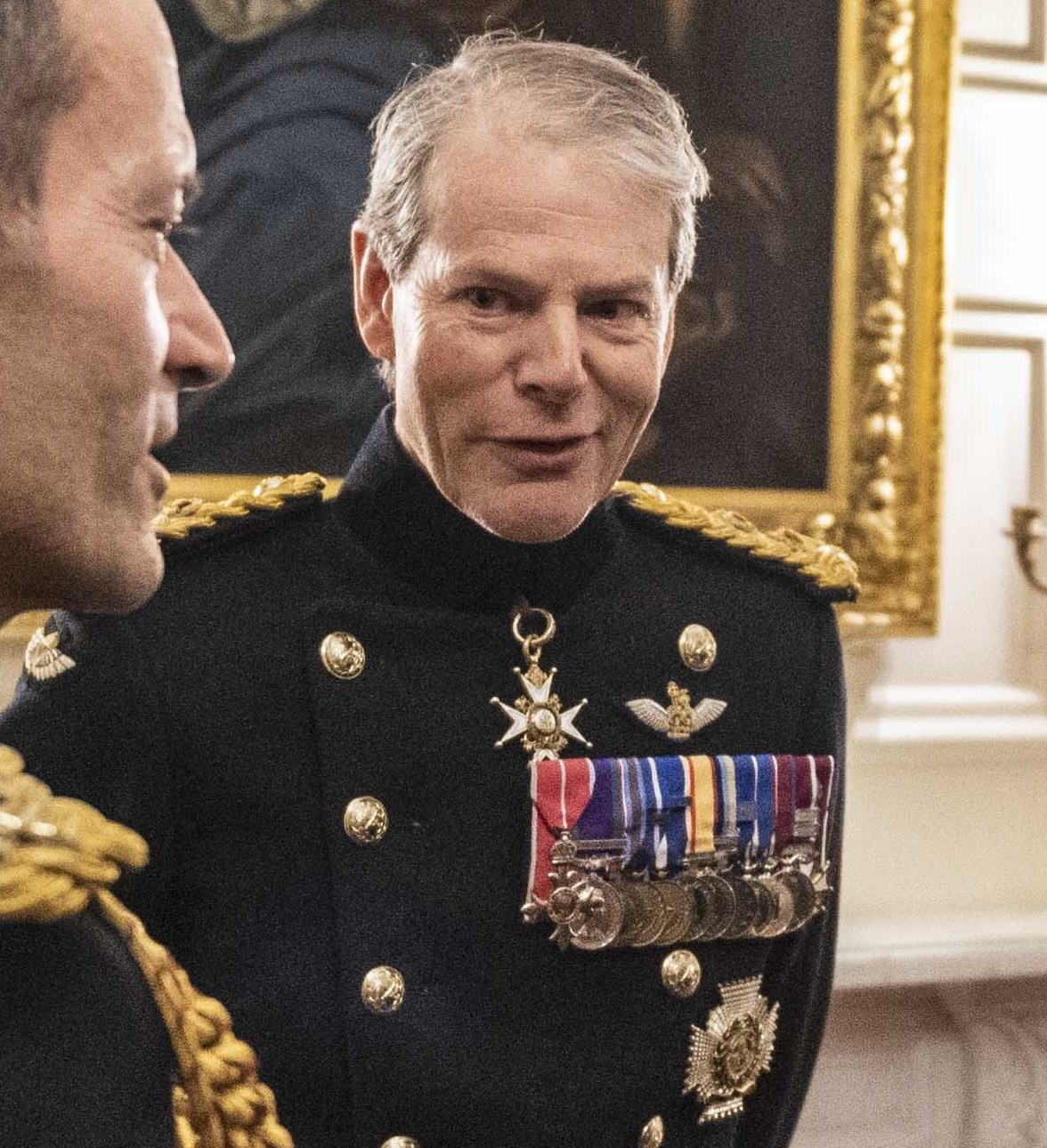
Generaal Bradshaw

Sir Adrian John Bradshaw (1958) is een Brits generaal.
Van 2014 tot aan zijn pensionering in 2017 was Bradshaw Deputy Supreme Allied Commander Europe bij de NAVO. In 2018 werd benoemd als gouverneur van het Koninklijk Hospitaal van Chelsea.

## Onderscheidingen
- Ridder Commandeur, Orde van het Bad (KCB) (2013)
- Commandeur in de Kroonorde (2022)